# 단산저수지 (경북)
단산저수지는 경상북도 영주시 단산면 옥대리에 위치한 대한민국의 저수지이다. 줄여서 단산지라고 불려져 있다. 죽계천 지류인 서천의 하구이다. 시설 관리자는 한국농어촌공사가 운영하고 있다.

## 같이 보기
- 영단로
- 소백산